# Vejsennep (Descurainia)
Vejsennep (Descurainia) er en slægt af planter, der består af omkring 40 arter, hvoraf 1 art findes vildtvoksende i Danmark. Også slægten Sisymbrium kaldes på dansk for vejsennep.

## Arter
Den danske art i slægten:
- Finbladet Vejsennep (Descurainia sophia)